# Clasina Isings
Clasina (Ina) Isings, född 15 februari 1919 i Soest i provinsen Utrecht, död 3 september 2018 i Bilthoven i provinsen Utrecht, var en nederländsk professor i klassisk arkeologi. Från 1961 till 1995 var hon utställningskurator för Provinciaal Utrechts Genootschap van Kunsten en Wetenschappen. Hon har också arbetat vid Universitetet i Utrecht.
Isings dog i Bilthoven, Nederländerna den 3 september 2018 vid en ålder av 99 år.